# Nazionale femminile di pallamano dell'Australia
La nazionale di pallamano femminile dell'Australia è la rappresentativa nazionale dell'Australia nelle competizioni internazionali di pallamano femminile e la sua attività è gestita dalla federazione di pallamano dell'Australia.

## Competizioni principali

### Olimpiadi
- Sydney 2000: 10º posto

### Campionati mondiali
- 1999: 23º posto
- 2003: 23º posto
- 2005: 24º posto
- 2007: 24º posto
- 2009: 24º posto
- 2011: 24º posto
- 2013: 24º posto
- 2019: 24º posto

### Campionati oceaniani
- 1997: 1º posto
- 2005: 1º posto
- 2007: 1º posto
- 2009: 1º posto
- 2011: 1º posto
- 2013: 1º posto
- 2016: 1º posto